# Катастрофа Ил-76 под Баку (1989)
Катастрофа Ил-76 под Баку — авиационная катастрофа, произошедшая в среду 18 октября 1989 года. Военно-транспортный самолёт Ил-76, перевозивший военнослужащих 8-й роты 217-го парашютно-десантного полка 98-й гвардейской воздушно-десантной дивизии разбился вблизи Баку, упав в Каспийское море.
Это крупнейшая авиакатастрофа в истории Азербайджана.

## Обстоятельства катастрофы
Личный состав 8-й парашютно-десантной роты возвращался в место постоянной дислокации (г. Болград Одесской области, УССР) после выполнения задания в зоне армяно-азербайджанского конфликта. Кроме 48 десантников на борту находилось армейское имущество, две БМД и ГАЗ-66. Через 5 минут после взлёта ночью на высоте 1600 метров разрушился, загорелся и отвалился двигатель № 1. Его осколки пробили топливный бак, что привело к сильному пожару. Была выведена из строя система пожаротушения. Экипаж попытался вернуться на аэродром вылета. Катастрофическое развитие пожара привело к разрушению левой плоскости. Самолёт потерял управление и упал в Каспийское море в 1,5 км от берега через 11 минут после начала пожара.

Погибли все находившиеся на борту — 9 членов экипажа (8 офицеров, 1 прапорщик) и 48 десантников (5 офицеров, 2 прапорщика, 7 сержантов и 34 солдата).

## Расследование
Причиной катастрофы был назван конструкционный дефект двигателя Д-30КП. Причиной разрушения двигателя послужило разрушение межвального подшипника, после чего произошел обрыв вала турбины низкого давления из-за его интенсивного нагрева в результате трения маслоуплотнительной втулки по поверхности вала.

## Увековечивание памяти
- Указом Президиума Верховного Совета СССР все 57 военнослужащих, погибших в катастрофе, были посмертно  награждены орденом «За личное мужество».
- В память о погибших десантниках 8-й роты и авиаторах экипажа Ил-76МД установлены памятники в городах Болград, Иваново, в военных городках Гвардейское Днепропетровской области и Арциз-2 Одесской области около средней школы № 4.
- Погибшим посвящена песня ансамбля «Голубые береты» «Экипажу 561» («Падала синяя птица»)[2].